# 예천권씨 병암정 및 별묘
예천권씨 병암정 및 별묘(醴泉權氏屛巖亭및別廟)는 대한민국 경상북도 예천군 용문면 성현리에 있는 기와집이다. 2003년 12월 15일 경상북도의 문화재자료 제453호로 지정되었다.

## 개요
병암정은 정면 5칸 측면 2칸 규모의 팔작기와집으로 정자들 동쪽의 병풍처럼 생긴 큰 바위 위에 자리잡고 있는데, 이 건물은 예천 지역의 대표적 독립운동가인 권원하(權元河)와 관련이 있는 건물로 알려져 있다. 정자의 우측에 있는 별묘(別廟)는 3칸 규모의 맞배기와집으로, 원래는 인산서원(仁山書院)의 사당이었으나 서원이 훼철(毁撤)되자 사당만 이곳으로 이건하여 권맹손(權孟孫), 권오기(權五紀), 권오복(權五福), 권용(權墉)을 봉사하는 별묘로 사용하고 있다.

## 사진

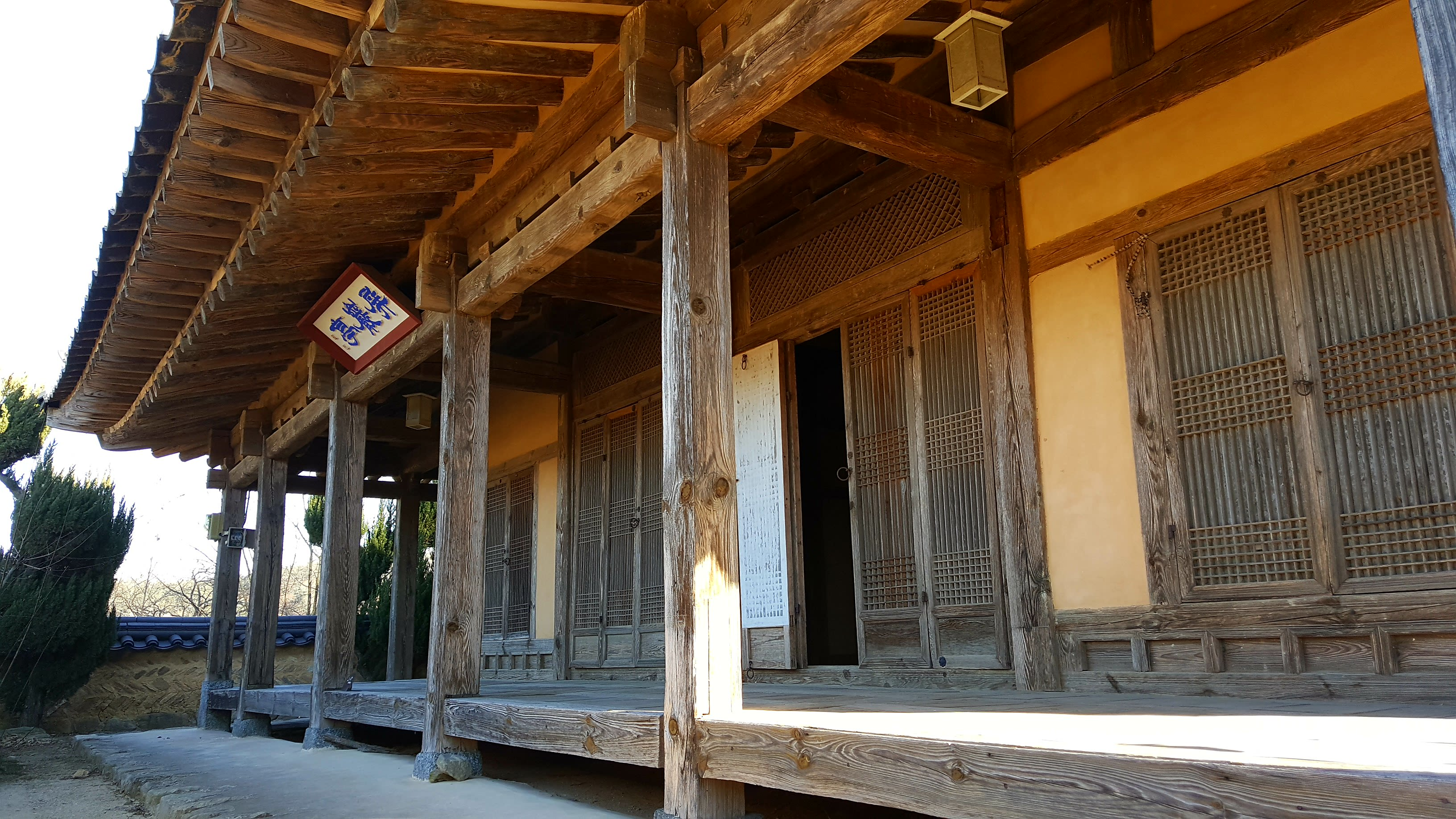
병암정(屛巖亭)
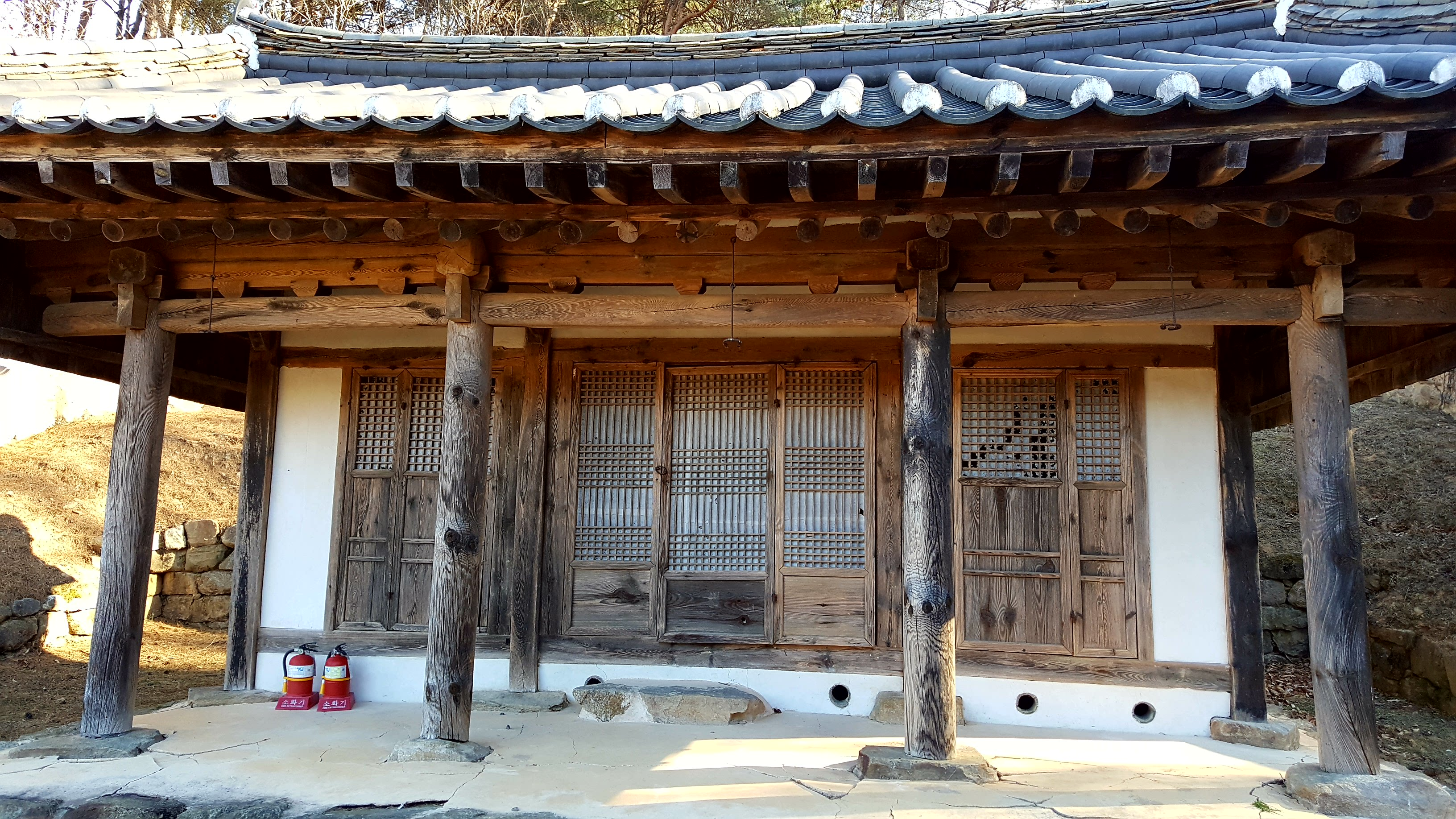
별묘(別廟)